# راسيل مورغان
راسيل مورغان (بالإنجليزية: Russ Morgan)‏ هو قائد فرقة ‏ أمريكي، ولد في 29 أبريل 1904 في سكرانتون في الولايات المتحدة، وتوفي في 7 أغسطس 1969 في لاس فيغاس في الولايات المتحدة بسبب نزف مخي.

## وصلات خارجية
- راسيل مورغان على موقع IMDb (الإنجليزية)
- راسيل مورغان على موقع ميوزك برينز (الإنجليزية)
- راسيل مورغان على موقع قاعدة بيانات برودواي على الإنترنت (الإنجليزية)
- راسيل مورغان على موقع إن إن دي بي (الإنجليزية)
- راسيل مورغان على موقع أول ميوزيك (الإنجليزية)
- راسيل مورغان على موقع ديسكوغز (الإنجليزية)
- راسيل مورغان على موقع قاعدة بيانات الفيلم (الإنجليزية)